# Курсдорф (Зале-Орла-Крајс)
Курсдорф (њем. Chursdorf) општина је у њемачкој савезној држави Тирингија. Једно је од 76 општинских средишта округа Зале-Орла. Према процјени из 2010. у општини је живјело 217 становника. Посједује регионалну шифру (AGS) 16075012.

## Географски и демографски подаци
Курсдорф се налази у савезној држави Тирингија у округу Зале-Орла. Општина се налази на надморској висини од 449 метара. Површина општине износи 6,2 km². У самом мјесту је, према процјени из 2010. године, живјело 217 становника. Просјечна густина становништва износи 35 становника/km².